# Gnathophis castlei
Gnathophis castlei és una espècie de peix pertanyent a la família dels còngrids.

## Descripció
- Pot arribar a fer 34,2 cm de llargària màxima.[4][5]

## Hàbitat
És un peix marí i batidemersal que viu entre 131 i 366 m de fondària.

## Distribució geogràfica
Es troba al Pacífic occidental central: Queensland (Austràlia).

## Observacions
És inofensiu per als humans.